# David Bellinger
Pour les articles homonymes, voir Bellinger.
David C. Bellinger est professeur de neurologie à la Harvard Medical School et professeur au Département de la santé environnementale de la Harvard School of Public Health. Il est également associé de recherche principal en neurologie et associé principal en psychiatrie au Boston Children's Hospital.

## Formation
Il a reçu son diplôme de BA en psychologie au Williams College , sa maitrise en épidémiologie à la Harvard School of Public Health, et son doctorat en psychologie à l'Université Cornell.

## Recherches
Son renom  vient de ses recherches sur les effets neurotoxiques de l'exposition à certains produits chimiques chez les enfants, ainsi que sur les effets des maladies qui se développent précocement dans la vie des enfants,. En 2006, il a travaillé dans un comité de l'Académie de médecine qui a constaté que les bienfaits de la consommation de fruits de mer l'emportent sur les risques, et que les bienfaits d'une telle consommation existent également pour les nourrissons. En 2007, avec un certain nombre d'autres scientifiques, il a mis en garde contre les effets indésirables que l'exposition aux produits chimiques courants peut avoir sur les bébés. L'une de ses études, publiée en 2012, concluait que 16,9 millions de points de QI avaient été perdus en raison de l'exposition aux produits organophosphorés, que l'on utilise souvent comme pesticides.